# Лепеница (приток Велика-Моравы)
Лепеница (серб. Лепеница) — река в центральной Сербии, в области Шумадия. Берёт исток на высоте 380 м над уровнем моря у села Голочело к северо-западу от вершины Црни-Врх (894 м) хребта Гледичке-Планина. Течёт на северо-восток через город Крагуевац, центр Шумадийского округа и Бадневац. Впадает в Велика-Мораву у села Баточина, к востоку от города Лапово, ниже устьев рек Белица и Лугомир и выше устья реки Рача и Ясеница. Длина реки — 55,4 км.

## Гидрогеография
Северная граница бассейна Лепеницы, водораздел с рекой Ясеница простирается от деревни Рамаца в горах Рудник на высоте 812 м над уровнем моря до деревни Чумиц, у которой сходятся водоразделы рек Ясеница, Лепеница и Рача. Водораздел с рекой Рача простирается от деревни Чумиц до деревни Церовац, а затем до деревни Велико-Крчмаре через гору Кошуча (325 м) до Лапово, где впадает в Велика-Мораву на высоте 99 м над уровнем моря.
Западная и южная граница бассейна Лепеницы проходит по хребту Гледичке-Планина. На западе проходит водораздел с рекой Гружа. На хребте Гледичке-Планина сходятся водоразделы рек Гружа, Лепеница и Чукоевачка.
Южная граница бассейна Лепеницы, водораздел с рекой Лугомир начинается от вершины Црни-Врх (894 м) хребта Гледичке-Планина, где сходятся водоразделы рек Лепеница, Лугомир и Чукоевачка, до деревни Горня-Сабанта, где сходятся водоразделы рек Лепеница, Лугомир и Белица. Близ устья Лепеница граничит с реками Грабовик и Осаница у деревни Брзан.
Площадь бассейна — 638,9 км², из которых 160,4 км² — аллювиальная равнина. Средняя высота бассейна — 427,2 м над уровнем моря. Климат — умеренный. Плювиометрический режим — континентальный. Выпадает 617—826 мм осадков за год, наибольшее количество — в период май — июль, наименьшее — в период январь — март.
По долине реки проходят важные коммуникации. Бассейн пересекает Европейский маршрут E75, магистрали Крагуевац — Баточина и Топола — Крагуевац — Мрчаевци, дороги Крагуевац — Ягодина и Крагуевац — Горни-Милановац, железная дорога Лапово — Крагуевац — Кралево.

## История
Земли у рек Лугомир, Белица и Лепеница сербский жупан Стефан Неманя (преподобный Симеон Мироточивый) подарил основанному им в 1198 году афонскому монастырю Хиландар.
В 1689 году в битве под Баточиной маркграф Людвиг Баден-Баденский одержал победу над турками.
В ходе агрессии НАТО в 1999 году произошла экологическая катастрофа. Даница Груичич в интервью «Российской газете» сообщает:
Бомбардировка предприятия «Застава оружие» в Крагуеваце привела к тому, что в результате разлились огромные количества полихлорированных дифенилов, чрезвычайно ядовитых и канцерогенных, которые затем попали в реку Лепеница.